# V-1000
Il V-1000 è stato il primo missile anti-balistico realizzato. Sviluppato e costruito in Unione Sovietica a partire dalla metà degli anni cinquanta in via sperimentale, in realtà venne schierato operativamente per un paio d'anni, fino al 1964, in attesa che entrasse in servizio il definitivo e più sofisticato Sistema ABM A-35. In Occidente venne scambiato per un missile superficie-aria, e ricevette il nome in codice NATO di SA-5 Griffon. Tuttavia, il nome SA-5 venne poi utilizzato per identificare il Gammon, derivato dal V-1000.

## Sviluppo
Agli inizi del 1956, i vertici delle forze armate sovietiche autorizzarono lo sviluppo e la costruzione di un sistema ABM, inizialmente chiamato Sistema A. Nel febbraio dello stesso anno, Grigorij Vasilyevič Kisunko, nominato responsabile del programma, incaricò Grushin di realizzare il missile. Questi si mise quindi al lavoro sul V-1000.
Il primo lancio venne effettuato il 16 ottobre 1958, presso il poligono missilistico di Sary Shagan, la cui costruzione era terminata alla fine dell'anno precedente. Il primo successo del missile venne conseguito il 29 novembre 1960, quando un V-1000 (senza testata a bordo perché ancora in fase di sviluppo) riuscì a effettuare un'intercettazione simulata di un SS-3 Shyster, incrociandolo nella zona di efficacia della testata. Tuttavia, tutti i lanci successivi condotti dalla fine del 1960 agli inizi del 1961 fallirono, sia per motivi tecnici, sia per errori umani.
Comunque, la messa a punto del sistema proseguì celermente, e il 14 marzo 1961 ebbe luogo la prima intercettazione di un missile balistico della storia. In dettaglio, un V-1000 equipaggiato con una testata convenzionale di esplosivo ad alto potenziale riuscì a distruggere un SS-4 Sandal. Questo viaggiava a 3 metri al secondo e, al posto della testata, montava una lastra di acciaio del peso di 500 kg. Gli Stati Uniti non furono in grado di fare niente del genere fino al 1984.
Tra il 1961 e il 1962 vennero inoltre condotti una serie di test con testate nucleari, in modo da valutare l'efficacia del sistema in un ambiente contaminato dalle radiazioni. Questi test, che presero il nome di Progetto K, consistettero in cinque lanci con esplosioni nucleari ad alta quota (tra gli 80 e i 300 km). In pratica, per ogni test furono impiegati tre missili, due SS-4 e un V-1000. Il primo SS-4 veniva lanciato con una testata nucleare a bordo, in modo da creare l'ambiente radioattivo, mentre il secondo imbarcava la strumentazione che serviva a misurare i livelli di radioattività e fungeva da bersaglio per il V-1000. I test ebbero esito positivo.
Nel 1966, coloro che avevano lavorato al sistema ricevettero l'Ordine di Lenin.

## Tecnica
Il V-1000, a volte chiamato Obiekt A (Oggetto A) era un missile anti-balistico a doppio stadio a propellente liquido, con una lunghezza di 14,5 metri, e un diametro di 1. Il peso al lancio era di 8 800 kg, con un'autonomia massima di 300 km e un apogeo di 100. Il sistema di guida era radio.
L'armamento era costituito da una singola testata nucleare, di potenza imprecisata. Questa era stata sviluppata a Čeljabinsk – 70. Comunque, durante le prove, vennero usate anche testate convenzionali ad alto esplosivo.

## Utilizzo
Complessivamente, furono effettuati 35 lanci del V-1000, inclusi quelli sperimentali. Cinque di essi fallirono. Inizialmente, il cosiddetto Sistema A avrebbe dovuto essere sperimentale. Tuttavia, si decise di immetterlo in servizio nel 1961-1962, in attesa che divenisse operativo il più sofisticato e definitivo Sistema ABM A-35. I siti di lancio operativi furono due:
- vicino a Tallinn, che prese il nome di Linea Tallinn;
- nei pressi di Leningrado (oggi San Pietroburgo). Si trattava di 30 rampe, costruite a partire dal 1962. Questi divennero noti con il nome di Sistema ABM Leningrad.

La prima volta che il missile fu avvistato in Occidente fu quando iniziò la costruzione delle rampe intorno a Tallinn. Gli osservatori lo identificarono erroneamente come un sistema antiaereo, e quindi ricevette il nome in codice NATO di SA-5 Griffon.
Nel 1963 il V-1000 venne mostrato per la prima volta in pubblico durante una parata sulla Piazza Rossa. Comunque, il missile venne ritirato nel 1964, non è chiaro se per il successo del sistema A-35 o se per problemi tecnici. Anche i siti di lancio vennero smantellati.